# زقين كامل
زقين كامل (الاسم العلمي:Diascia integerrima) هو نوع من النباتات يتبع جنس الزقين من الفصيلة الغدبية.